# 全面回忆
《全面回忆》（英語：Total Recall）是保罗·范霍文执导，罗纳德·舒塞特、丹·欧班农、加里·戈德曼编剧的1990年美国科幻動作片，阿诺·施瓦辛格、雷切尔·蒂科汀、莎朗·史東、迈克尔·艾恩塞德、罗尼·考克斯主演。影片根据菲利普·狄克1966年短篇小说《全面回忆》改编，讲述建筑工道格拉斯·魁德植入火星奇妙历险后发现身陷重重阴谋与险境，他化身高明特工，在盟友帮助下竭力推翻火星独裁者维洛斯·科海根的专制统治。
舒塞特1974年买断原著版权并与欧班农合写剧本。项目本来很有前景，但提出的预算太高，辗转众多制片厂并深陷开发地狱16年之久，其间剧本改写40版，先后换过七任导演，许多演员为出演魁德试镜。1987年项目终于在德·劳伦提斯娱乐集团进入摄制初期，但公司不久破产。施瓦辛格一直对项目很感兴趣但试镜遭拒，他说服卡洛克影业买下版权制作并扮演男主角。电影预算约4800至8000萬美元，当时位居影史前列。影片在墨西哥楚鲁巴斯科制片厂广阔的外景地摄制半年，演职人员饱受伤病困扰。
《全面回忆》上映前，业界预测本片将位居年度票房前列。电影获2.61亿全球票房，排在1990年票房榜第五。影评人反响不一，称赞身份认同、质疑现实主题之余又批评电影充斥粗俗与暴力。片中实景特效深受好评，拿下奥斯卡特别成就奖，杰里·戈德史密斯谱写的配乐同样倍受认可。
《全面回忆》片尾揭示魁德的经历可能是事实，也可能是幻想，如此模稜两可的结局多年来深受好评。学者分析片中殖民主义和威权主义主题。白驹过隙，多年后影评人认为本片实属施瓦辛格演艺生涯佳作，堪称科幻片史上难得的杰作。电影改编成漫画和电子游戏，1999年推出电视剧《全面回忆2070》。狄克原著续作《少数派报告》2002年拍成同名电影，2012年重拍片本片同名同拍片上映，但反响不及原作。

## 剧情
2084年，火星已是维洛斯·科海根独裁统治的殖民地，他控制的矿藏开采利润非常丰厚。建筑工道格拉斯·魁德反复梦见火星经历和神秘女子，他找上瑞可公司圓自己的火星夢，儘管同事哈里等朋友都不以為然。该公司专为客户植入非常逼真的假记忆。魁德选中化身火星秘密特工的记忆之旅，但尚未植入记忆他就突然失控，深信自己就是被科海根洗掉记忆的火星特工。工作人员怕惹麻烦，再度麻醉魁德後叫計程車將他送回家，並马上销毁魁德来过的证据。
魁德莫名所以的回家，路遇哈里，卻被他帶一票人挾持。哈里魁德稱赴瑞可公司植入记忆才引來殺機，魁德憑-{本能}-反击杀死哈里等人。到家后他又遭夫人罗莉袭击，魁德制服她后得知对方是科海根所派，负责就近监视，两人的婚姻不过是移植的虚假记忆。科海根的爪牙瑞克特带人杀来，原来后者是罗莉真正的丈夫。魁德逃脱多名持枪男子追杀。自称昔日好友的男子交给魁德装有金錢、工具、护照等物品的手提箱後要魁德別再聯絡，因為他不想惹上麻煩。手提箱的影片中，长相与魁德一模一样的男子自称豪瑟，本是科海根的盟友，受爱情所感决定弃暗投明对抗科海根。录像内容稱科海根先发制人将豪瑟洗脑并送到地球监视起来，让男主角自以为是魁德。豪瑟希望魁德回火星制止科海根。
魁德抵达火星并摆脱瑞克特等人追捕，根据豪瑟留下的线索来到维纳斯城，此處居民全因空气污染和辐射而变异（當中擁三個乳房的妓女向魁德勾搭的一幕已成為經典）。他遇到梦中女子梅琳娜，后者叫他豪瑟，认为他还在科海根手下做事。魁德回酒店后遇到罗莉和瑞可公司的艾吉马大夫，声称魁德困在幻想里无法自拔，躯体此时还在瑞可公司记忆移植室，若不脫離這一切幻象將會引起記憶混亂，時而是獨裁者摯友，時而成為革命志士。半信半疑的魁德識破自稱只是幻影的埃格玛居然會流汗而开枪杀了他，随即被罗莉和瑞克特的手下制服，但梅琳娜突然出现，魁德杀死罗莉后与她搭乘变异人班尼的計程車一起赶回维纳斯城。
变异人把两人送入叛军隐蔽基地，见到叛军领袖“寡头”，原來他是生長在乔治腹部的变异人。寡头解放了魁德大脑深处遭压制的记忆，得知科海根控制的矿山内存在50万年前外星人所建反应堆，启动就会摧毁所有矿物并产生可呼吸的空气，进而彻底终结科海根对两种资源的垄断。此時班尼突然射殺乔治，原来他也是科海根的爪牙。科海根的部隊隨即突袭杀害所有叛军，寡头拼著最後一口氣恳求魁德启动反应堆，随即遭瑞克特处死。科海根封锁维纳斯城并切断空气供应，准备令所有居民窒息而死。
科海根把魁德和梅琳娜带到办公室，原來一切都是他和好友豪瑟精心设计的计谋。豪瑟是自愿更改记忆“变成”魁德来避开变异人的心理探测能力，进而打入叛军内部将其摧毁。魁德前往瑞可导致记忆提前觉醒，科海根设法令他逃脱瑞克特追杀。科海根下令恢复豪瑟的记忆，并把梅琳娜洗脑成豪瑟的女奴。魁德与梅琳娜竭力反抗逃脱，前往反应堆下方矿井，班尼、瑞克特等人一路追杀均被反杀。
科海根等在反应堆控制室，向赶来的魁德宣称启动反应堆将摧毁火星。魁德把科海根启动的炸弹扔进隧道，爆炸导致隧道破裂引起失控減壓，强烈的吸力将科海根抛到火星表面窒息而死，魁德启动反应堆后与梅琳娜像科海根一样落在火星表面。反应堆融化火星的冰芯，气体如火山喷发般释放并形成大气层，魁德、梅琳娜乃至火星上的其他人倖免于难，大氣令天空变成蓝色。电影最后，魁德突然担心一切只是梦境，梅琳娜随即与他拥吻。

## 演员
- 阿诺·施瓦辛格饰道格拉斯·魁德和卡尔·豪瑟：过往成谜的地球建筑工[2]；
- 雷切尔·蒂科汀饰梅琳娜：火星自由战士[3]；
- 莎朗·史東饰罗莉：魁德夫人，实际是瑞克特的夫人兼秘密特工[2]；
- 罗尼·考克斯饰维洛斯·科海根：火星殖民地总督[4]；
- 迈克尔·艾恩塞德饰瑞克特：科海根手下凶残的爪牙头目[4][5]；
- 马绍尔·贝尔饰乔治并为火星抵抗军变异人领袖「寡头」配音[6]；
- 迈克尔·切姆平饰赫尔姆：瑞克特的副手[7]；
- 小梅尔·约翰逊饰火星出租车司机班尼，实际是科海根的爪牙[8]；
- 罗伊·布罗克斯史密斯饰艾吉马大夫，瑞可公司职工[2]；
- 萝丝玛丽·邓斯莫尔饰瑞可公司记忆移植程序员蕾娜塔·鲁尔博士[9]。

其他地球人物及演员包括：雷·贝克饰瑞可公司业务鲍勃·麦克莱恩，罗伯特·康斯坦佐饰魁德的建筑工同事哈里，阿列卡夏·罗宾逊饰蒂芙尼。片中强尼自动出租车司机配音和人物形象均取自罗伯特·皮卡多。
其他火星人物及演员包括：莉西娅·纳夫饰三乳变异人妓女马丽。马克·阿莱莫饰埃弗里特，狄恩·諾里斯饰东尼、黛比·李·卡林顿饰侏儒妓女，萨莎·里翁达饰变魁德算命的变异女童，米奇·琼斯饰伯利·迈纳、普里西拉·艾伦饰魁德用特制面具扮成的“胖女人”。

## 制作

### 前期构想
制片人罗纳德·舒塞特从1974年4月《奇幻与科幻杂志》看到长23页的短篇小说《全面回忆》:60–61，讲述为人温和的职员奎尔到瑞克公司接受记忆移植，体验化身火星秘密特工身份。移植时他的真实身份揭露，原来奎尔确是曾至火星的秘密特工，他的死将引发外星人入侵。:61。舒塞特花一千美元从当时默默无闻的科幻小说家菲利普·狄克手中买下作品改编版权，拉开长达16年的电影制作序幕。
舒塞特把作品改名（译名不变），与丹·欧班农合作编剧。原著结局非常突然，素材只够欧班农写完第一幕所需30页剧本，后两幕需要原创素材，他提议让男主角踏上火星。:61两人对第三幕产生分歧，舒塞特希望内容更戏剧化。欧班农提出片尾揭示外星人机器上的手印源自魁德，原来他是复制人，把手放上手印后获得“全面回忆”。欧班农一度表示，电影成片结局“很没意思”。:62另据欧班农回忆，狄克1982年去世前看过剧本并且很喜欢:72。制片商认为舒塞特与欧班农的作品颇具雄心，构思精巧，但拍成电影恐须大量成本高昂的特效，整体预算高到不切实际:52:30。
舒塞特与欧班农进而合作编写科幻恐怖片《异形》剧本，电影热卖促使沃尔特·迪斯尼影业与舒塞特签署开发协议。他建议该司投入两千万美元预算拍摄《全面回忆》，但因第三幕还有问题无法解决未果。1982年，迪诺·德·劳伦提斯旗下德·劳伦提斯娱乐集团买断项目。

### 德·劳伦提斯娱乐集团时期

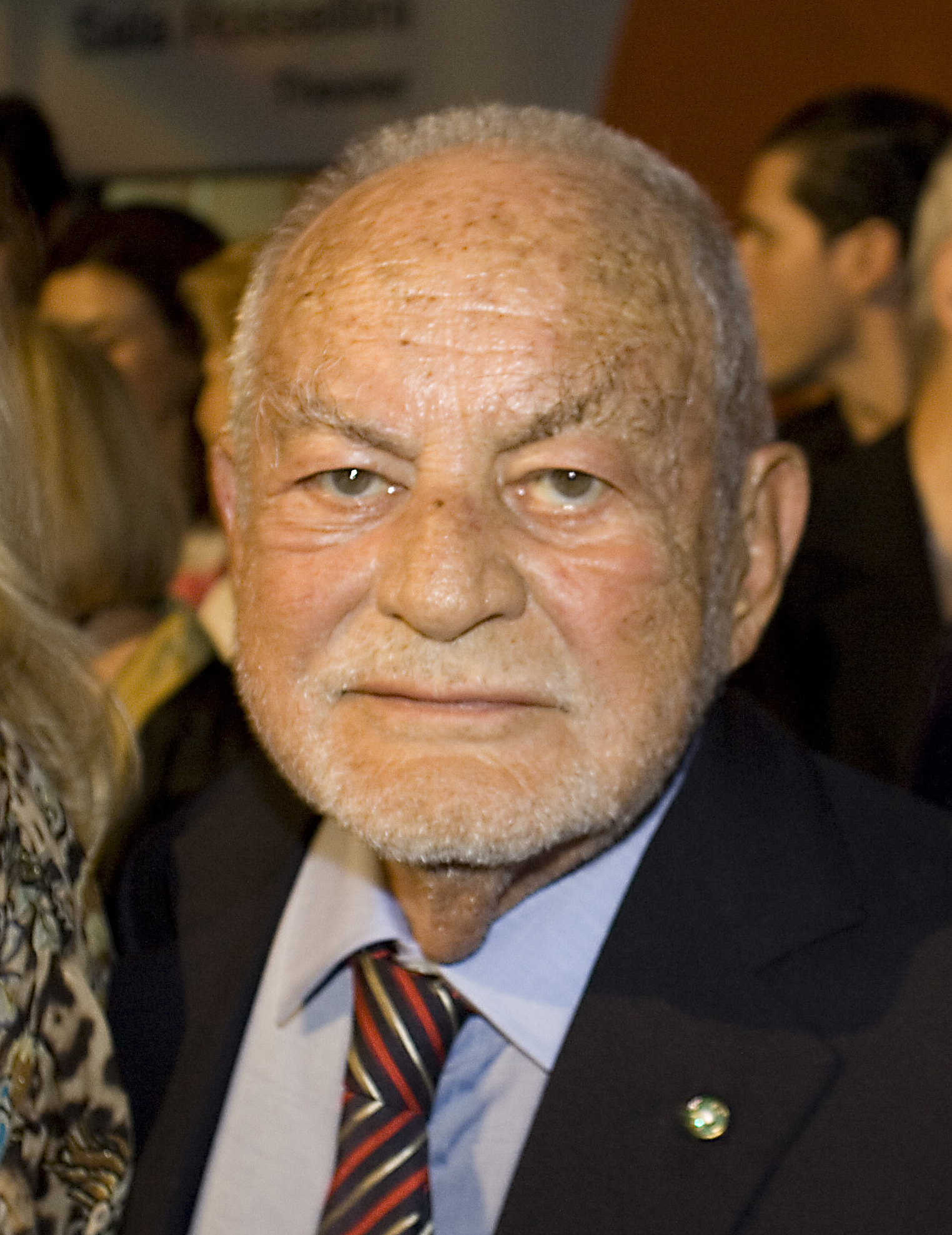
制片人迪诺·德·劳伦提斯（摄于2009年）认为阿诺·施瓦辛格不适合主演本片

德·劳伦提斯先后考虑请理查德·拉什、刘易斯·蒂格、拉塞尔·马尔卡希、弗雷德·谢皮西执志，最后在1984年选中大衛·柯能堡:62:6。柯南伯格不熟悉原著，但对剧本很感兴趣。第三幕的问题仍未解决，柯南伯格此后一年写出12稿剧本。:62他最后一稿剧本中魁德的真实身份是地球独裁者曼德雷尔主席，遇刺幸存后听从火星执政官科海根建议对抗压制他记忆的组织。科海根后来揭示魁德不过无关紧要的政府雇员，科海根企图篡夺地球统治权，扮演曼德雷尔的魁德只是棋子。最后魁德击败科海根，开始以曼德雷尔的身份统治。:65寡头等变异人角色均由柯南伯格创造，他还把舒塞特构想的火星下水道变异动物改为变异骆驼:64–65。
柯南伯格与舒塞特对影片基调存在分歧，后者与德·劳伦提斯都不希望本片像同为狄克原著改编的科幻《银翼杀手》那么严肃:63。舒塞特等人希望电影朝“火星版印第安纳·琼斯”靠拢，觉得柯南伯格版类似原著的风格不合适:52。柯南伯格无意屈从编剧和制片人，决定退出。他与舒塞特、德·劳伦提斯另有多处分歧，而且对选李察·德雷福斯出演男主角不以为然。:63德莱福斯对舒塞特和欧班农笔下用拳头说话的男主角不满意，要求在魁德身上多体现普通人的特点。柯南伯格希望威廉·赫特扮演男主角，剧情重点关注记忆和人物身份。:63–64:52克里斯托弗·里夫和傑夫·布里吉都曾是魁德扮演人选。德·劳伦提斯打算删除火星戏码节省成本，舒塞特和欧班农不同意:6。柯南伯格退出时德·劳伦提斯威胁起诉，两方最后决定另觅合作项目:63。数年后德·劳伦提斯邀请柯南伯格回归，同意按对方所想拍摄，但导演已经不感兴趣而且不想再与舒塞特争论:63。
此后几年剧本一直无法定稿，制片商一直不同意高额预算，项目一拖再拖:52:6。1987年德·劳伦提斯再度考虑请拉什导演，但又无法接受后者支持火星形成可呼吸大气层的结局；新请导演布鲁斯·贝尔斯福德同样支持上述结局，德·劳伦提斯终于认定自身立场有误:66。作家加里·戈德曼同期获邀完善剧本，但他决定专心与导演保罗·范霍文合作华纳兄弟影业项目《勇士》:66。贝尔斯福德准备开拍《全面回忆》，舒塞特称该版基调少一分粗矿，多一分“斯皮尔伯格”，魁德由派屈克·史威茲诠释。1988年德·劳伦提斯娱乐集团申请破产，电影外景还在澳大利亚建造。:66约80名剧组人员被炒，搭建外景毁于一旦:66。项目至此已花费八百万美元前期制作成本，还有其他制片商买断项目的六百万美元周转成本:52–53:72。

### 卡洛克影业时期

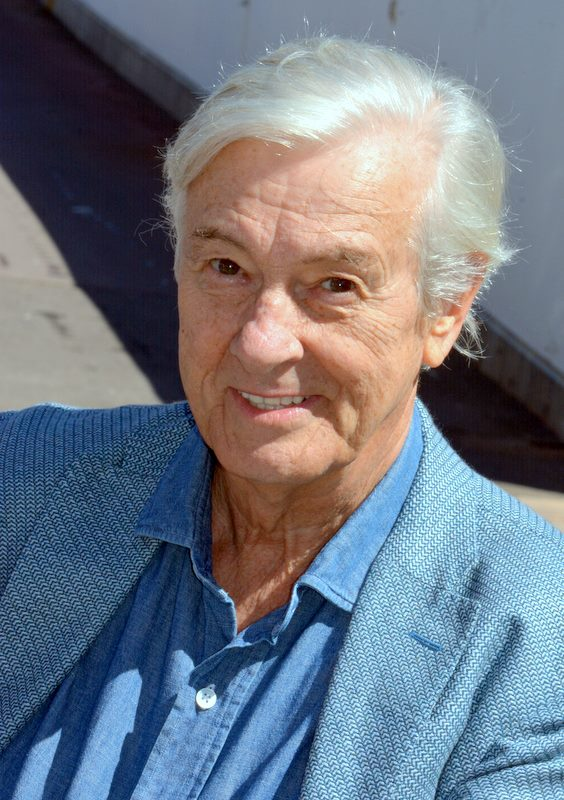
导演保罗·范霍文（摄于2016年）要求改写剧本，让片中情节既可能是梦境，也可以是现实

施瓦辛格20世纪80年代中期参演《突击队员（1985年）或《边缘战士》（1986年）时听闻《全面回忆》:52:31，对剧本很感兴趣，拍摄《鐵血戰士》时同意和制片人喬·西佛一起加入。但高额预算导致电影迟迟不能投拍，德·劳伦提斯还认为施瓦辛格不适合扮演魁德:30。施瓦辛格曾参演独立制片商卡洛克影业1988年电影《红色警探》，德·劳伦提斯娱乐集团破产后他说服卡洛克影业老板安德鲁·瓦伊纳和马里奥·凯萨出资三百万美元买下《全面回忆》改编版权，其中包括前期制作开支:67。施瓦辛格想当男主角，希望按他的设想改写剧本，利用个人声望和国际影响促使制片商投入所需成本:52–53:31。卡洛克影业1989年4月接手德·劳伦提斯娱乐集团大部分项目和资产。施瓦辛格对项目影响很大，他让舒塞特留任编剧并与巴茨·费特香斯一起担任监制，施瓦辛格还监督剧本改写和外景建设并参与选角。他自认相当于无需承担权责的执行制片，为项目顺利全心投入:53。他的片酬为1000至1100万美元，利润分成高达一成半。
施瓦辛格曾是科幻片《机器战警》的男主角人选，对该片非常满意，决定请导演范霍文执导《全面回忆》:67:31。舒塞特此前看过《青葱岁月》后也曾邀请范霍文执导，但后者表示不想拍科幻片:67。不过，范霍文看到艾吉马大夫在酒店向魁德宣称对方还在地球的剧情后接受施瓦辛格邀请:67。他自认拍过《机器战警》后不想再拍特效毕生太大的电影，当时完全没想到《全面回忆》需要那么多特效:31。新导演要求聘请戈德曼协助改写剧本，还希望《机器战警》部分核心人员加入，如摄影师约斯特·瓦卡诺、美术总监威廉·桑德尔、特效设计师罗伯·博汀:67–68:7。此时剧本已经历约30稿，几乎每稿都有舒塞特参与，合作编剧包括欧班农、乔恩·波维尔、史蒂文·普莱斯菲尔德等。范霍文看过所有版本，标出希望戈德曼参考的内容。:67–68

### 编剧
戈德曼对狄克的作品不熟，尽量尊重原著和其他编剧完成的版本:70–71。他认为电影后半部是向传统好莱坞叙事手法让步，决定保留贝尔斯福德准备拍摄的大部分剧本结构。摄制组希望尽快开拍，戈德曼自认不能大幅改动，专注完美已有内容，令科幻情节更真实可信。范霍文和施瓦辛格都认为艾吉马大夫到火星拜访魁德后的剧本情节问题很多。:67–68, 71导演希望大幅调整，埃格玛所言可能属实，魁德确在地球且精神失常。经过戈德曼改写，片中情节无论按幻想还是现实都能自圆其说。:68他还把豪瑟写成科海根的盟友，明确魁德与豪瑟是同一人相互独立的身份:69。在他看来，豪瑟是反派令人更能接受魁德的决定，还能说明豪瑟为何变成魁德：避免变异人发现他的真实目的。戈德曼觉得银幕上的非裔往往都是好人，决定在班尼身上反其道而行，增加剧情意外元素。:70
剧本还经修改来符合施瓦辛格的动作英雄公众形象，戈德曼尽量令本片不像男主演以往的电影那么喜剧化:71。奎尔更名魁德以免让人想到副总统丹·奎尔，和善职员变成肌肉发达的建筑工，打斗场面改为淡化武术和追逐，更强调力量:61:53。第二摄制组导演兼特技协调维克·阿姆斯特朗与曾在《野蛮人柯南》和《女王神剑》与施瓦辛格合作的特技演员表示，知道如何在确保情节不显愚蠢的同时展现后者体力:53–54。施瓦辛格在《突击队员》等电影扮演的角色因杀人太依赖枪械挨批，希望演出本片时对付魁德敌人的手段更有创意:54。戈德曼写完第一稿后与范霍文、施瓦辛格、舒塞特、瓦伊纳、凯萨探讨，施瓦辛格和舒塞特觉得高潮戏缺乏情感，但这是导演有意为之。范霍文不重视火星叛军情节，认为让观众看到叙事高明之处更重要。戈德曼针对施瓦辛格意见安排科哈根切断维纳斯城氧气供应。:71辗转16年、经历七名导演、四位编剧、近40稿剧本后，《全面回忆》 终于来到制作阶段:66,71,88:52:30,72。

### 选角
范霍文选中艾恩塞德扮演科海根亲信瑞克特，后者曾参与《机器战警》主角试镜，导演请他出演大反派克拉伦斯·博迪克，但艾恩塞德演过《反攻美国》（1987年）后不想再演“精神变态”。艾恩塞德认为瑞克特更倾向“反社会人格”，有觊觎科海根地位的个人野心。:54:59谢绝出演《机器战警》和另一部电影导致很多人以为艾恩塞特工作上难以相处，他是在完成试镜后入选。试镜时他扮演的人物精神崩溃倒地痛哭，范霍文拉近拍摄特写。施瓦辛格认为艾恩塞特体型壮硕，看起来确能对男主角构成威胁:54。
片中两名女主角对体力要求很高，崇尚运动的蒂科汀和斯通入选:52。斯通自称健硕体型和生人勿近的为人导致演职人员都把她当男人对待，只有艾恩塞德“一直记得我是女人，拉摔倒的我起身”。范霍文之女为班尼选角，选中约翰逊的试镜带。约翰逊记得是在刚拍完黑人剝削電影后看到《全面回忆》剧本，看到班尼是“黑人牛仔舞迷”后就把剧本一扔。但他后来看完剧本后还是决定试镜，认为班尼人物塑造很完整，冷酷且精于算计的形象引人入胜。
考克斯曾与导演在《机器战警》合作，此前长期出演好好先生，与该片大反派对比鲜明。他自称不采用方法演技，而是设身处地地感受人物所思所想，进而决定如何演出。拍摄《全面回忆》时他头发后梳，方便制作特效所需面部模型。考克斯对人物形象很有把握，说服范霍文花两天重拍戏码。贝尔试镜时剧本尚未写明乔治和寡头的关系，他还对乔治的台词这么少感到奇怪。剧组本考虑为寡头找配音，导演最后决定直接用贝尔的声音。范霍文根据保羅·紐曼在亞弗列·希治閣1966年惊悚片《冲破铁幕》扮演的科学家设计艾吉马大夫，希望人物看起来“天真、疏远的同时又有些古怪”，最后选中布罗克斯史密斯。

### 摄制与后期制作

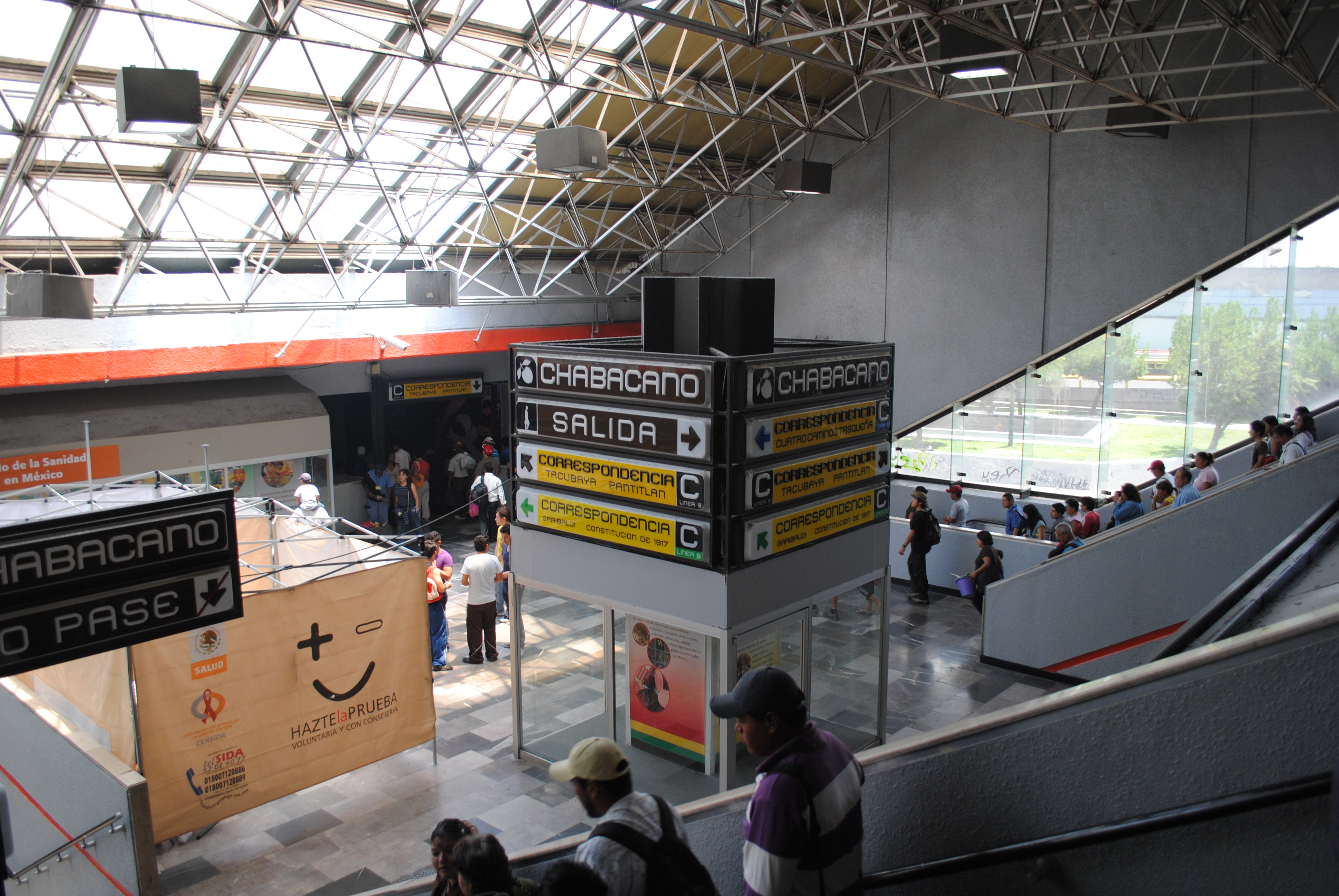
墨西哥城地铁查瓦卡诺站（摄于2011年）

《全面回忆》1989年4至5日开始主体拍摄:48，共持续20周，几乎完全按时间顺序摄制，可谓影史罕见。电影初使预算三千万美元，实际耗资据报在4800至8000万美元范围。影片几乎全在墨西哥城楚鲁巴斯科制片厂取景，43名演员与最多五百剧组人员辗转十个摄影棚的45个外景地。地球上的地铁站在墨西哥城地铁摄制，大量火星外景取自内华达州克拉克县奥弗顿火焰谷州立公园。
舒塞特与戈德曼来到片场，以便需要时修改剧本；戈德曼估计改动部分“不到一个百分点”:72。范霍文有些镜头重拍20次，基本遵照剧本拍摄，不鼓励即兴发挥。不过，班尼之死等细节不足的剧情对话大多源自现场发挥。:72导演坚称不需要第二摄制组导演，拍《机器战警》时甚至炒过三人，但本片阿姆斯特朗拍摄的桥段达1200个，所有动作戏都是他所拍，范霍文非常满意。阿姆斯特朗拍的第一个镜头就是片头施瓦辛格钻水泥。
演职人员饱受伤病困扰，几乎所有人都在拍摄现象吸入尘土。墨西哥地方料理导致许多人患上肠胃炎甚至食物中毒，只有舒塞特和施瓦辛格例外，后者曾在墨西哥参演《铁血战士》，知道墨西哥食品的厉害，进食均从美国运来。疾病令纳夫扮演三乳妓女变得更加困难，乳房虽是人造，但她还是对在众人面前演出倍感压力，忍不住想哭。魁德用手打破火车窗户的镜头原计划用炸药破坏窗户，但炸药未能爆炸导致施瓦辛格割伤手腕，只能包扎后用外套遮挡继续抓捕，他还遇到手指骨折及其他轻度割伤。

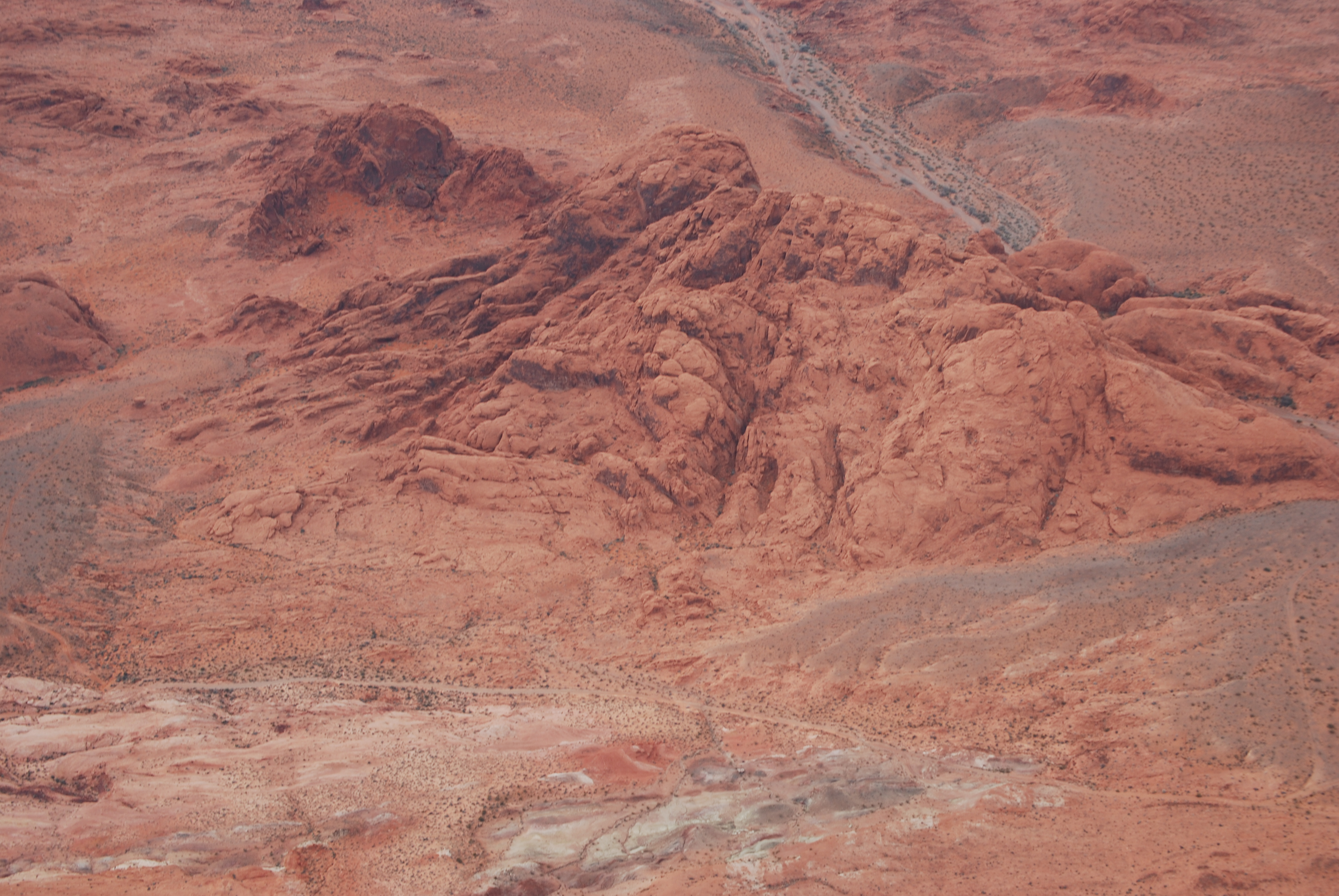
部分火星外景在火焰谷州立公园（摄于2009年）取景

拍摄火星酒店追杀魁德和梅琳娜桥段时，艾恩塞德撞到手持烏茲衝鋒槍的切姆平，导致胸骨骨折，两根肋骨分离。接下来还有太多镜头需要瑞克特，摄制只能暂停等演员康复。三周后监制要求艾恩塞德回归，但保险公司要求他做50个俯卧撑才愿承保。艾恩塞德不顾医生反对做俯卧撑，接受再度受伤，医生在他做完30个后表示已经足够。艾恩塞德回归后第一场戏就要在电梯上和施瓦辛格搏斗，但他连抬起手臂都很困难。医生联系奥克兰突袭者队四分卫吉姆·普朗科特，请他送来之前受伤后做的支撑，艾恩塞德戴上后能够维持胸口稳定，但呼吸更费劲。艾恩塞德当天拍好镜头，施瓦辛格非常谨慎但还是意外撞到他一次。两位女主角的搏斗桥段采用演员和特技替身各一人表演的常规手段摄制，这主要是因为女演员的衣服无法挡住用于避免伤害的垫子。范霍文希望两名女演员同时上场，是阿姆斯特朗坚持采用替身演员。
施瓦辛格出了名地喜欢在片场搞节目，比如吃晚饭时用泡沫塑料打“雪”仗或水枪大战，预计聚会奖励一周工作六天的演职人员和实景特效设计师。艾恩塞德还记得当时手机和互联网远未普及，施瓦辛格让他使用拖车里的私人电话，定期与生病的妹妹保持联系。艾恩塞德后来得知施瓦辛格还经常致电他妹妹了解情况。
影片原计划6月15日上映，为避免群星荟萃的《迪克·特雷西》等电影竞争匆忙提前两周开始后期制作。剪辑弗兰克·乌里奥斯特加班赶工，提前剪完113分钟的《全面回忆》。:72影片没有时间试映，不过范霍文与戈德曼都觉得试映对本片不利，特别是第三幕:72。电影还需删减班尼之死等血腥、暴力镜头以免评为X级，导致17岁以下观众不能入场。《全面回忆》最后评为R级，未满17岁观众经成人陪同可以观看。

### 配乐
杰里·戈德史密斯编排本片配乐。制片人想让他在慕尼黑录制，看中当地乐手酬劳不高，但他们不熟悉作品家风格，曲目效果令人失望。戈德史密斯最后取得所需经费到伦敦与英国国家爱乐乐团合作录制配乐，乐团采用铜管、弦乐、电子乐结合，更符合作曲家的音乐构思。范霍文需要时间剪辑特效，录音中断三个月，戈德史密斯利用这段时间录制《小精靈2》配乐，完成后回归《全面回忆》。片中商业歌曲和电梯中的音乐由戈德史密斯亲自演奏，作曲家布鲁诺·卢乔安创作火星桥段的部分音乐。

## 特效与设计
寻梦影像负责本片特效制作，埃里克·布雷维格任视觉总监，亚历克斯·方克负责特效摄影、托马斯·费希尔任特效总监，桑德尔任美术总监，玛丽·西塞洛夫负责特效监制:7。曾与范霍文在《机器战警》合作的博汀负责角色视觉特效。概念画师隆·科博、插画师罗恩·米勒设计片中科技、运输工具、地点:31–32:6。地铁曙光、光影魔幻工業均参与本片特效制作。
《全面回忆》包含上百个视觉特效镜头，主要采用微缩模型和蓝幕效果:7。电影在電腦合成影像兴起之际面世，但该技术此时还不能制作可与照片媲美的画面或纹理图像，在片中基本只用于制作X光机桥段特效。其他镜头基本采用实景特效，利用复杂的假肢和电子动画技术实现片中自动出租车司机、“胖女人”伪装、变异体、急速减压等桥段。:13,15,19–20,22,31–32影片在楚鲁巴斯科制片厂八个摄影棚搭建35处外景:32，覆盖面积非常广阔，用极长的隧道连接，一直通到摄影棚外，演职人员可驾车往返:59。
火星外部等大面积外景地源自馬克·斯泰森与罗伯特·斯普尔洛克监督、洛杉矶斯特森视觉特效制作的微缩模型:8。布景很大，外星人所建反应堆无论尺寸还是复杂程度都在电影布景史上名列前茅，而且必须垂直建造才能放入寻梦影像舞台，高度还受7.6米的天花板限制:23, 27。火星山峰外景同样很大，高和直径均为四米三，只建造前半面，方便从后面操纵特效:31, 32。

## 发行

### 背景
50部电影计划在1990年北美暑期档（5月18至9月3日）上映，业界预测《48小時闖天關》、《回到未來III》、《霹靂男兒》、《終極警探2》、《机器战警2》、《全面回忆》将主宰院线。除《虎胆龙威2》外，另外五部都计划在六月结束前上映，充分利用全年最火爆的市场时段，其他电影选择其他时段以免沦为炮灰。四月面向全美的民调显示观众最关注《48小时闯天关》和《虎胆龙威2》，预计全年票房破亿美元的电影数将创下新纪录，北美电影票房打破1989年的50亿美元纪录。随着制片商从家用媒体、电视播映版权、北美以外电影市场获利越来越多，北美票房不再像以往那么举足轻重。市场扩大反过来抬高电影制作成本，影星以国际影响之名要求提升片酬，《全面回忆》、《虎胆龙威2》、《霹雳男儿》的制作成本此时均居影史前列，电影男一号的平均片酬升至700至1100万美元。

### 营销
施瓦辛格对三星影业制作的《全面回忆》广告片非常失望，观众反响很差，其中没有特效和动作场面，对电影的介绍非常模糊和夸张。施瓦辛格认为广告片拉低电影档次，本该是五千万美元水平的电影看起来只值两千万美元。他联系三星母公司索尼电影制片厂业主彼得·加伯，后者另找公司制作以动作和特效为卖点的预告片。新预告片深受观众青睐，赢得西尔沃等业界专业人士交口称赞。

### 票房
1990年6月1日，《全面回忆》在美国和加拿大2060家电影院上映，周末收入2550万位居榜首，平均每家院线12395美元，超过上映第二周的《回到未来III》（1030万美元）、第三周的《轰天俏娇娃》（630万美元），还以微弱优势打破《忍者神龟》创下的年度电影首映周末票房纪录，位居影史新片上架三日成绩前十。第二个周末电影收入1500万美元位居第二，比上周少四成一，落后新上映的《48小时闯天关》（1950万美元）。第三个周末本片以1020万美元排第三，落后《48小时闯天关》（1070万美元）和新上映的《迪克·特雷西》（2250万美元）。
七月中旬，《全面回忆》票房已突破一亿美元大关，跻身卖座电影行列。电影持续上映16个周末，只有首周位居票房榜首，此后逐渐下跌，七月末跌出前十。影片北美总票房1.19亿美元，乃暑期电影票房亚军，仅次于大黑马《人鬼情未了》，在全年排行榜位居第七，落后《猎杀红色十月》（1.2亿美元）、《忍者神龟》（1.35亿美元）、《麻雀變鳳凰》（1.78亿美元）、《與狼共舞》（1.84亿美元）、《人鬼情未了》（2.18亿美元）、《小鬼當家》（2.86亿美元）。
美加以往国家和地区上映的票房成绩已不可考，传媒估计为1.42亿美元，全球票房总额升至2.61亿美元，位居年度票房榜第五，仅次于《与狼共舞》（4.24亿美元）、《漂亮女人》（4.33亿美元）、《小鬼当家》（4.77亿美元）、《人鬼情未了》（5.18亿美元）。去除制作费、利息、待付款项，估计《全面回忆》共为制片商赚得3600万美元利润。

## 反响

### 专业评价

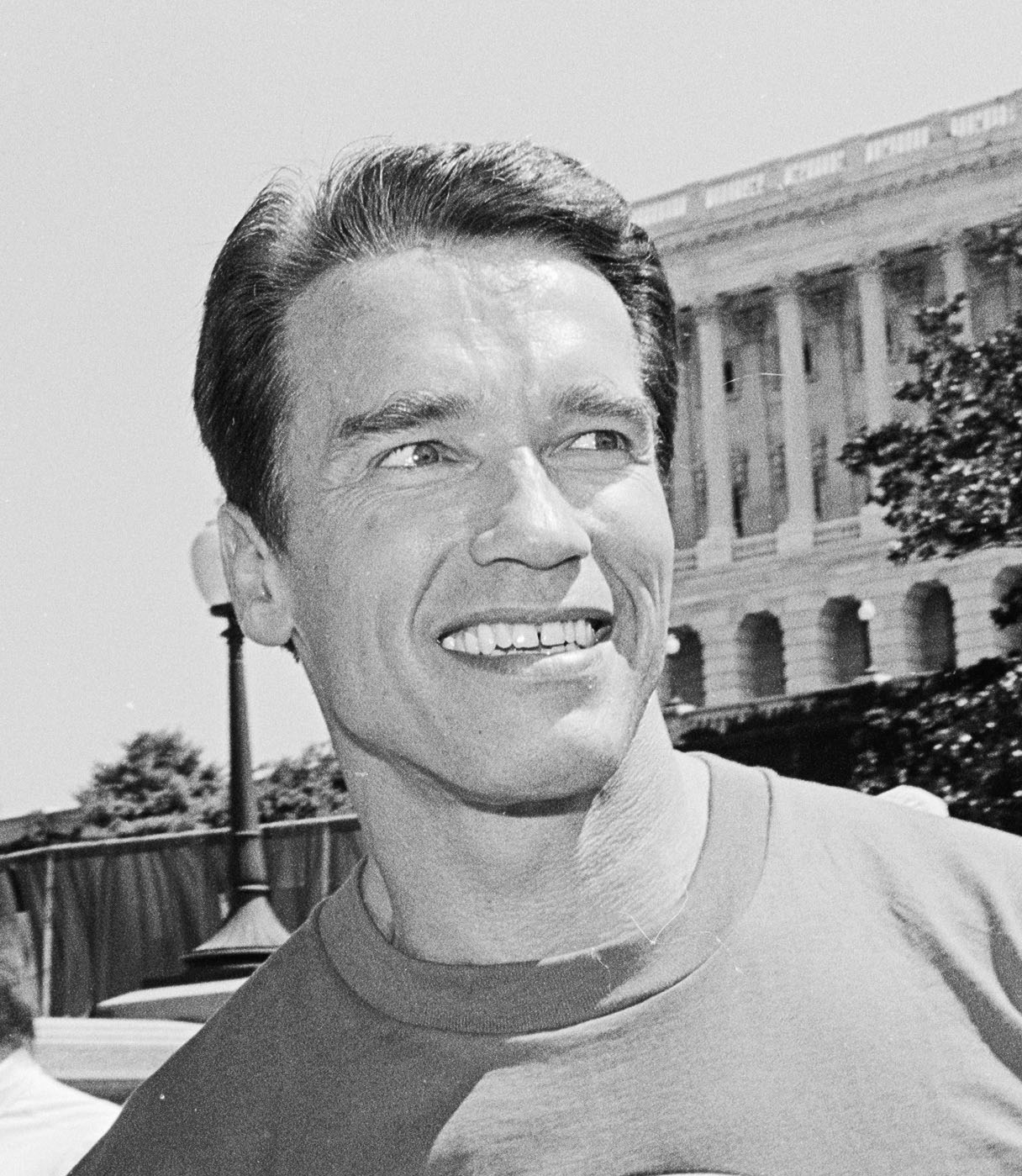
阿诺·施瓦辛格（摄于1991年）在本片突破动作英雄戏路，扮演心怀同情且具脆弱一面的人物，赢得普遍好评，但也有评论认为他的演技还不足以驾馭

《全面回忆》上映后反响不一，影评人普遍认可影片制作价值和施瓦辛格的演出，但批评电影过于暴力血腥。影院评分观众民调显示影迷为本片打出的平均分达“A–”（最高“A+”）。
影评人对电影叙事评价趋于两极分化，有些认为影片表现高于平均水准，剧情复杂、视觉上引人入胜，将幽默与针对科幻电影的讽刺有效结合；也有文章批评本片幽默和浪漫不足，叙事结构不严谨。吉恩·西斯科尔与彼得·崔維斯认为魁德赶往火星开始的电影后半部趋于“机械”，为过火的动作与暴力放弃逻辑和艺术雄心。特拉弗斯表示，与同样由施瓦辛格主演的《终结者》相比，《全面回忆》虽是大片，但惊艳感仅昙花一现，不像《终结者》那样令人“噩梦连连”。多篇评论把瑞可公司职员艾吉马大夫在火星酒店与魁德面谈，后者首度得知一切可能只是梦境的情节评为全片最佳桥段，认可覆盖记忆和身份的确非常可怕。乔纳森·罗森鲍姆声称本片属《银翼杀手》开创的“反乌托邦”流派而且很有价值，不止是前辈作品的衍生。